# 马尔科·奥雷利奥·丰塔纳
马尔科·奥雷利奥·丰塔纳（義大利語：Marco Aurelio Fontana，1984年10月12日—），意大利男子自行车运动员。他曾代表意大利参加2008年、2012年和2016年夏季奥林匹克运动会自行车比赛，其中在2012年奥运会获得一枚铜牌。